# Blesk pro ženy
Blesk pro ženy je ženský týdeník vydávaný od dubna 2004 každé pondělí ve vydavatelství Czech News Center. V roce 2005 mu Unie vydavatelů udělila titul Časopis roku v kategorii Skokan roku. Jedná se o podsekci Blesku.cz. 
Po obsahové stránce je Blesk pro ženy směsí informací, nápadů, aktuálních témat týkajících se žen a partnerských vztahů, článků o módě, kosmetice, dietách, doplněných čtenářskými zážitky, recepty, poradnami odborníků a soutěžemi.